# VTAM
VTAM es un acrónimo de Virtual Telecommunications Access Method (Método de Acceso Virtual de Telecomunicaciones). VTAM es un paquete de software de IBM que provee comunicaciones a través de dispositivos de telecomunicaciones y entornos mainframe para sus usuarios. Es la implementación de Systems Network Arquitecture (SNA) para mainframes. En otras palabras, VTAM es una API que controla las comunicaciones en redes SNA. VTAM soporta gran variedad de protocolos de red, incluyendo SDLC y Token Ring.
Mientras un componente hardware crítico de red, el IBM 3745/3746, no será más activamente vendido por IBM, pero el soporte continua. IBM proporciona un servicio de mantenimiento de hardware y continúa proporcionando las características de microcódigo para los 20.000 controladores 3745/3746 instalados estimados. Una robusta tercera parte de la industria, de empresas especializadas en los pequeños 3745/3746, proveen de controladores 3745/3746, de actualizaciones, características y servicios de soporte relacionados. VTAM y SNA sigue soportada por IBM y está en uso por muchas compañías, entre ellas Unión Fenosa o Volkswagen.[cita requerida]
El subsistema VTAM se controla por medio de comandos a través de la consola del sistema o a través de tarjetas especiales de control en el JES.
VTAM se conoce actualmente como SNA Service del Communications Server para OS/390. El Communications Server para OS/390 es una parte que proporciona funciones TCP/IP en el mismo paquete de software.
El IBM 3745/3746 es un directo competidor al CMCC de Cisco.
- Datos: Q1411665